# De Waterput
De Waterput is een platenwinkel in Bergen op Zoom. De winkel werd in 1969 geopend door Tinus de Mooij en Marion Meijlink. In de beginjaren verkocht de winkel naast muziek ook ander materiaal waaronder kleding uit landen als Afghanistan, Marokko en Turkije. Later legde de winkel zich toe op de verkoop van muziek. De Waterput staat bekend om de instore-optredens van artiesten.
In 2019 verdiende de winkel evenveel aan de verkoop van vinyl als van cd's. Op 18 mei dat jaar werd het 50-jarig bestaan van de winkel gevierd met instore optredens van Triggerfinger, Tim Knol, Novastar, Danny Vera en SONS.
Eigenaar Gilly Verrest is tevens programmeur bij poppodium Gebouw-T.

## Publicatie
- Willem Jongeneelen: 40 jaar De Waterput